# 鹦鹉绘本
《鹦鹉绘本》（Illustrations of the Family of Psittacidae, or Parrots）出版于1832年，图册包含愛德華·利爾手绘的42幅石版画。他制作了175册，作为期刊出售给订阅者，后装订成书。利尔在于1830年开始画鹦鹉，那时的他18岁。为了找素材，他在伦敦动物园和一些私人收藏馆中研究活鸟。去过的私人收藏馆中，既有第13任德比伯爵爱德华·史密斯·斯坦利名下的诺斯利庄园大型动物饲养场，也去过动物标本师、标本交易商人本杰明·莱德比特那里。利尔在石版印刷版上绘画，他的作品由精通高质量美术品出版的查尔斯·约瑟夫·赫尔曼德尔进行印刷。
虽然这本书不怎么赚钱，但利尔的鹦鹉画为他赚得了当时最好的自然历史艺术家之一的头衔。他与约翰·古尔德、斯坦利和其他当代著名自然学家合作，年轻的维多利亚女王也请他他讲授绘画技巧。《鹦鹉》可称得上是古尔德绘制的大型鸟类画册的启蒙作品。此外，利尔的作品还影响了碧雅翠絲·波特和莫里斯·桑達克等一批儿童插画家，以及威廉·Y·库珀、伊丽莎白·巴特沃斯和沃尔顿·福特等鸟类专家。
利尔继续画了几年的自然画，但从1835年左右开始，他越来越担心自己视力下降，尽管他可能为查尔斯·达尔文的《小獵犬號航海記》的插图做出过一定的贡献，但此后他便专注于无厘头作品和风景画。

## 背景

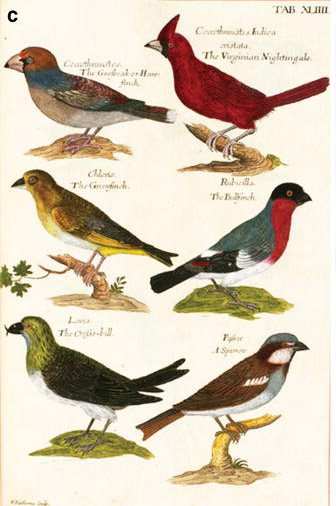
来自塞缪尔·皮普斯所收藏的的1678年《鸟类学》XLIII版，該書由法蘭西斯·威盧比所著

早期关于鸟类的科学著作，如康拉德·格斯纳、乌利塞·阿尔德罗万迪和皮埃尔·贝隆的著作，大部分内容都依赖古希腊哲学家亚里士多德的权威和教会的教义，并包含了许多与该物种有关的其它材料，如谚语、历史和文学参考，或成为了一种象征。在格斯纳的《动物史》中，物种按字母顺序排列的，而在大多数其他早期作品中则是按任意标准排列的 。17世纪初，弗朗西斯·培根主张通过观察和实验来推动认知，英国皇家学会及其成员约翰·雷、约翰·威尔金斯和法蘭西斯·威盧比试图将观察研究付诸实践，比如通过去各地旅游来收集标本和信息。
第一部现代鸟类学旨在描述当时世界上所有已知的鸟类，由雷和威勒比编写，并在1676年以拉丁文出版，名为《鸟类学三書》（Ornithologiae Libri Tres）。1678年以英语出版，名为《米德尔顿的弗朗西斯·威勒比的鸟类学》 。它的创新之处是基于解剖特征的有效分类系统，包括鸟类的喙、脚和整体尺寸，并采用分叉式检索表。该书引导读者翻到描述该组鸟类的信息，帮助读者识别鸟类。作者还给没有第一手资料而无法核实的物种打上了星号。虽然该书在商业上的价值我们已经不得而知，但它在历史上具有重要意义。这本书影响了勒内-安托万·费尔绍·德·列奥米尔、马蒂兰·雅克·布里松、乔治·居维叶和卡尔·林奈等作家的作品。
乔治·爱德华兹是17世纪英国著名的博物学家和插画家。作为皇家内科医师学院的图书管理员，他有权查阅馆内收藏的八千本书籍。他将这些藏书资料、毛绒玩具和活体动物一起用于绘制插图。他的四卷本《罕见的鸟类自然史》（A Natural History of Uncommon Birds）（1743-1751年）及其三份补编书籍，涵盖了六百多个自然史主题。他的出版物帮助林奈命名了三百五十个鸟类物种，还包括许多类型标本。
在19世纪早期，有几部鸟类学是用英语出版的。愛德華·利爾对鸟类绘画发展的主要贡献是他专注于单个鸟类群体，比如他专画鹦鹉。他的画作主要是以活鸟而不是以标本为参考，并且采用巨幅。利尔并不是第一个出版鹦鹉插图专著的人。法国艺术家雅克·巴拉班德为弗朗索瓦·莱维兰特的《自然历史》（Histoire Naturelle des Perroquets）（1801-1805年）创作了一百四十五幅绘图。利尔的书一经出版，立竿见影，对约翰·古尔德在1832年至1837年间出版的五卷本《欧洲鸟类》产生了不小的影响。

## 爱德华·李尔

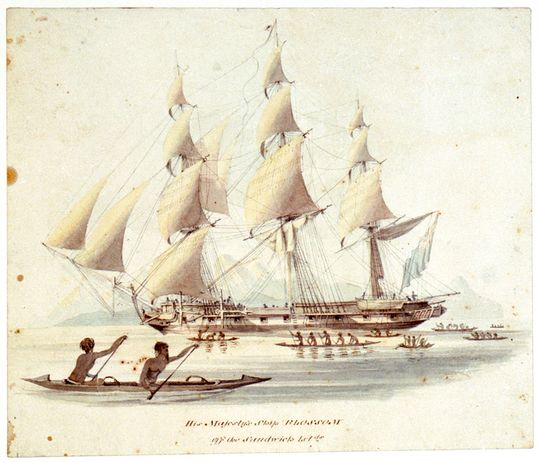
HMS Blossom的航行为爱德华李尔提供了他的第一个主要任务。

爱德华·利尔于1812年5月12日出生于伦敦北部的霍洛威，是耶利米（Jeremiah）和安·利尔（née Skerrett）21个孩子中的倒数第二个（也是活下来的孩子中最小的一个）。 耶利米是一名股票经纪人，他在1816年拖欠伦敦证券交易所2,150英镑。在拿破仑战争后的经济动荡中，一家人离开了鲍曼斯山庄（Bowmans Lodge），爱德华由大他21岁的长姐安（Ann）抚养。他患有癫痫、支气管炎和哮喘，安从他四岁起就充当了他的母亲，直到他将近50岁时去世。
安和爱德华的另一个姐妹莎拉都是相当有天赋的艺术家，她们教弟弟画画。从1827年起，大约15岁的爱德华开始带薪工作，包括绘制医学插图。他的第一个重要任务是为皇家海军太平洋探险队的科学研究作插图。由弗雷德里克·W·比奇（Frederick W. Beechey）船长指挥的英国皇家海军“布鲁森”号（HMS Blossom）进行了为期三年的航行（1825-1828年），访问了加利福尼亚、皮特凯恩群岛、大溪地以及此前不为人所知的北美西北部。利尔为《比奇船长航行动物学》（Zoology of Captain Beechey's Voyage）绘制了十二幅幅鸟类图版和两幅哺乳动物图版，時間大约在1829年，当时他17岁，或是1830年。由于另一位撰稿人，大英博物馆的动物学管理员爱德华·格雷长期拖稿，该书在1839年最终出版时已经过时了十多年，在此期间格雷还进行了几次探险。

## 研究

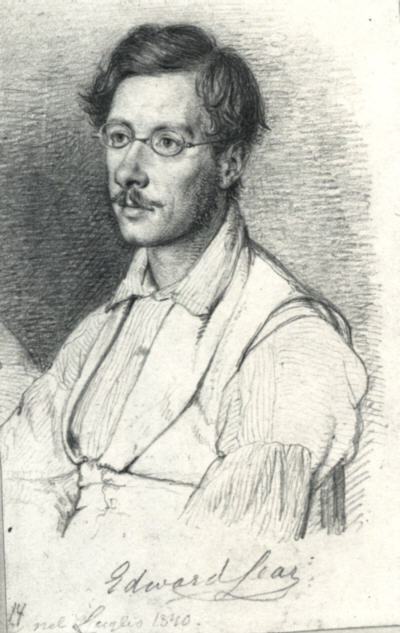
1840 年的李尔

利尔的计划是制作175份大型对开本，比以前任何一位欧洲自然画家使用的都要大。他与约翰·詹姆斯·奥杜邦相识并成为朋友，约翰刚刚在1827年出版了大尺寸的《美国鸟类》，这本书可能启发了他也选择大尺寸的作品。
该出版物以订阅形式出售，分为14期，每期售价为10先令，总成本为7英镑。其出版的全称是《鹦鹉绘本图册》如该书扉页所印，“其中大部分物种迄今尚未被绘制过的，画作临摹真实生活中的物种，包含42幅平板画和石版画”。第一批订户有他的朋友安妮·温特沃斯（Anne Wentworth）夫人和她的姐妹和女儿，随后是著名的博物学家，包括伦敦动物园的尼古拉斯·维格斯（Nicholas Vigors）和林奈学会主席爱德华·史密斯·斯坦利（Edward Smith Stanley），后来是第十三任德比伯爵。贵族中的订阅者包括诺福克公爵（Duke of Norfolk）、埃格蒙特伯爵（Earl of Egremont）、诺森伯兰公爵（Duke of Northumberland）及其公爵夫人（Duchess）。伦敦动物学会和林奈学会（Linnean Society）也以组织的名义签署了协议。
利尔早期的写生集包括鹦鹉的素描和绘画，他画过一只浅黄冠凤头鹦鹉，两只绿鹦鹉的水彩画，以及另一幅蓝色金刚鹦鹉的头部和两根羽毛的水彩画，但为了他的项目，他需要观察活的鸟类。1830年6月，伦敦动物学会允许他在伦敦动物园写生，他还可以进入位于附近布鲁顿街（Bruton Street）的动物园的博物馆。除了皮毛和毛绒鸟外，博物馆还设有一些活鸟的鸟舍。虽然其他艺术家没有被授予类似的权限，温特沃斯夫人和将好友利尔介绍到伦敦动物学会，她对艺术和自然历史都感兴趣。他还画了斯坦利和维格斯的鹦鹉，并看到了几个鹦鹉物种，包括本杰明·利德比特（Benjamin Leadbeater）收藏品中的長喙黑鳳頭鸚鵡。他是一位标本剥制师，也是标本商。当他不能观察活的鸟类时，利尔求助于古尔德的填充标本。

## 创作

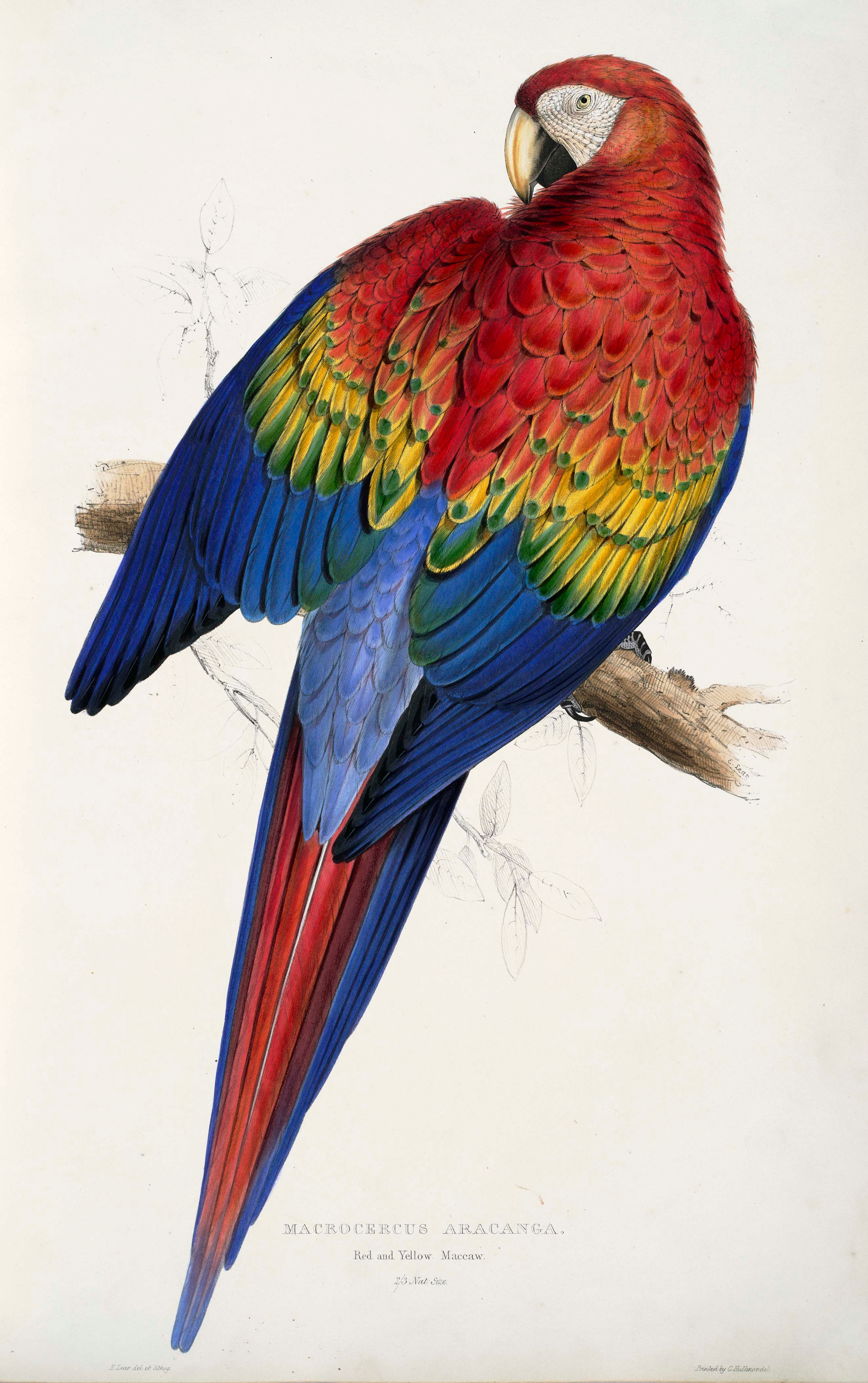
绯红金刚鹦鹉，在第 7 版上的标题为「Macrocercus Aracanga，红黄色金刚鹦鹉」

利尔的插图使用平版印刷术制作，艺术家们用一种特殊的蜡笔将他们的画作复制到质地一块细腻的石灰石板上。然后用硝酸和阿拉伯树胶对石板进行处理，将石块上未被蜡保护的部分蚀掉。在加入油性墨水之前，先将蚀刻的表面弄湿，而油性墨水只能被油性蜡笔的线条固定住，然后从石头上印出副本。印版是手工上色的，主要由年轻女工完成。
利尔直接在石灰石上作画，而不是先作画再复制到石头上，这样可以节省大量的费用。虽然这种方法对技术上难度更高，但直接在石头上作画可以让插图更加生动，这种画法也受到了一些当代鸟类艺术家的青睐，如约翰·杰拉德·基勒曼斯（John Gerrard Keulemans）。利尔主要是自学平版印刷技术，用他的印刷商查尔斯·约瑟夫·赫尔曼德尔（Charles Joseph Hullmandel）的工作室租的石头作画。赫尔曼德尔是《石头上的绘画艺术》（The Art of Drawing on Stone）（1824年）的作者，也是英国平版印刷的主要倡导者。他的着色师用给鹦鹉的羽毛增添了光泽，给鸟的眼睛增添了神色。利尔为每个部分都设计了包装纸，但当他得到授权可以将书献给威廉四世的妻子阿德莱德王后时，他改变了设计。
利尔减少制作成本上想尽办法，尽管他一拿到一开始的的175份画作后就把他的画擦掉，以减少租用石版印刷块的费用。当他只印刷了预定的14份中的12个份时，他的资金就用完了，有42块版，没有文字。他只卖出了125份，而且不是所有的订阅者都付了钱。为了帮助解决资金问题，利尔从1832年到1837年为古尔德工作，为其五卷的《欧洲鸟类》绘制插图，并教古尔德的妻子伊丽莎白平版印刷术。利尔还欠着他鹦鹉书的钱，1833年3月，他以50英镑的价格将剩余的50本书和版权卖给了古尔德。

## 作品反响
书籍最后两部分从未完成，这意味着高昂的制作成本而且是商业性失败。利尔已经预见到了这种可能性，他说：“他们的出版是一种尝试，据我了解，这让我在动物学绘画方面找到了工作，满足了我的期望，但在金钱问题上给我造成了相当大的损失。”
前两部分于1830年11月1日出版，年仅18岁的利尔迅速被维格斯和动物学家托马斯·贝尔、爱德华·贝内特（Edward Bennett）提名为林奈学会会员。奥杜邦（Audubon）买了一本最后装订的书，尽管它的成本和他自己的资金有限，威廉·斯文森恳求得到两幅版画的复制品，他可以把它们裱起来挂在奥杜邦的画旁边，普里多·约翰·塞尔比评价版画“颜色很美，我认为在柔和度上比奥杜邦的要好得多，画得也不错”。
《鹦鹉》确立了利尔作为著名自然画家的地位，此后他一直备受欢迎。

## 相关作品

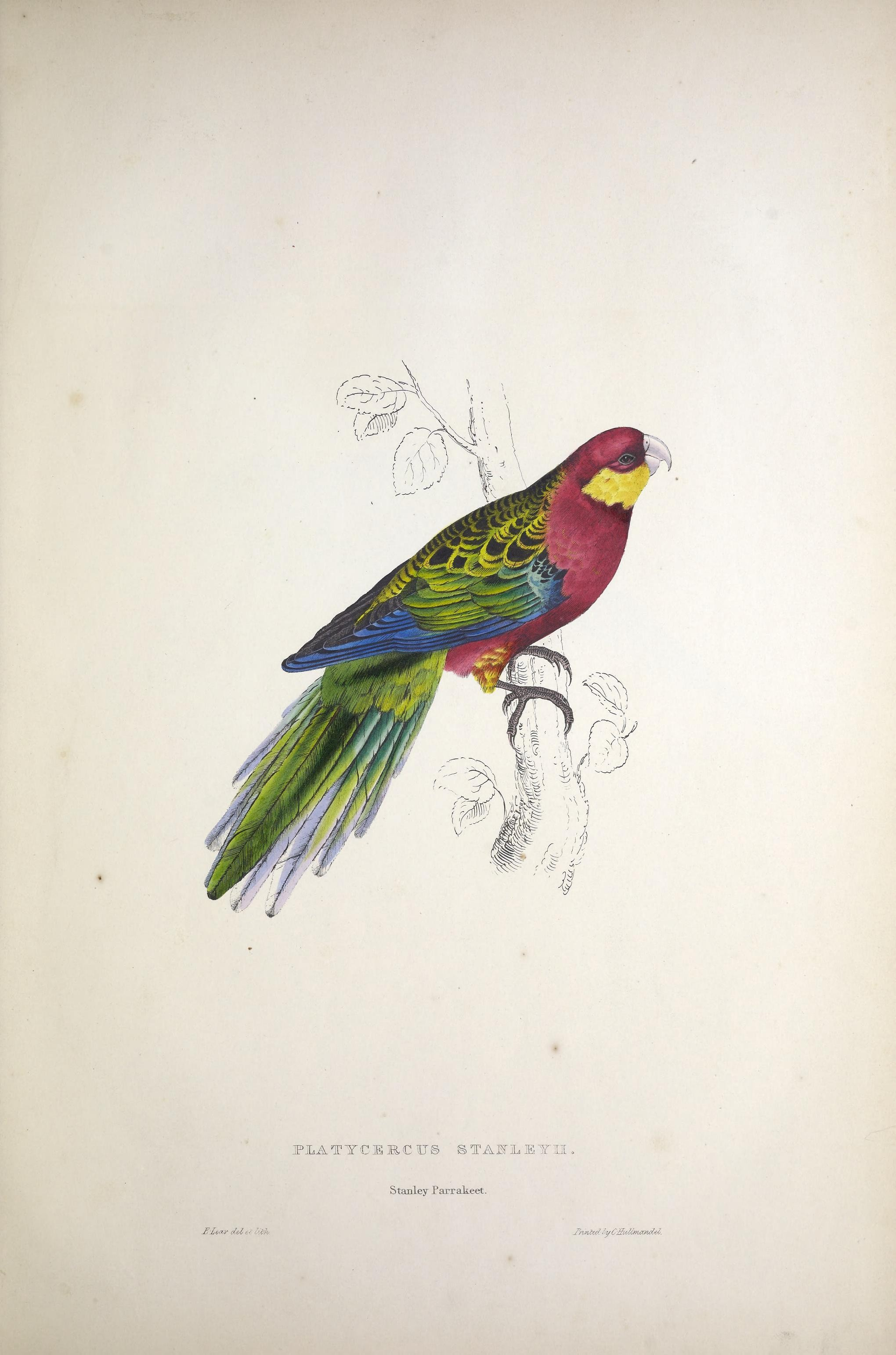
雄性西澳玫瑰鹦鹉，圖中原名「斯坦利錐尾鸚鵡」，绘自斯坦利勋爵的一只鸟。

当利尔把他剩下的《鹦鹉》卖给古尔德时，协议的一部分是，利尔将和他一起前往欧洲大陆的动物园，为《欧洲鸟类》收集材料。这次旅行最初因伊丽莎白·古尔德的早产和古尔德夫妇患流感而推迟，但在1833年7月进行，利尔最终为该书制作了68张图版，并得到古尔德的认可。他至少为古尔德的《巨嘴鸟科专著》（A Monograph of the Ramphastidae, or Family of Toucans）制作了十张图版。虽然他在第一版中签了几个版，但他的签名在1854年的第二版中消失了。利尔为《蛙科专论》（A Monograph of the Trogonidae, or Family of Trogons）中的一些版图绘制了背景，但所有三十六张版都只有约翰（John）和伊丽莎白·古尔德的名字。
利尔很喜欢伊丽莎白·古尔德，也很欣赏约翰的工作态度，但他不喜欢他这个人。当古尔德在1881年去世时，利尔写道：“我从来没有真正喜欢过一个人......一个严厉和暴力的人......对他身边的人永远是无情的。”
利尔并非只为古尔德工作。他从16岁开始就为塞尔比的《英国鸟类学》（British Ornithology）（1821-1834）绘制水彩画，从1825年开始，他为塞尔比与威廉·雅尔丁合作的《鸟类学插图》（Illustrations of Ornithology）作画。他还为雅尔丁的《鸭子部落图解》（Duck Tribe）绘制了插图，并为雅尔丁的《博物学家图书馆》（The Naturalist's Library）一书创作绘画作品，主要画鸽子和鹦鹉。
1834年，斯坦利继承了父亲的爵位，成为利尔最重要的赞助人。德比勋爵（Now Lord Derby）利用祖居诺斯利庄园的场地，在其69公顷的庄园里创建了一个私人动物园，他雇用利尔为其动物园里的许多生物绘制水彩画。
大约从1835年开始，利尔开始担心自己的视力，声称“我很快就看不见比鸵鸟还小的鸟了”，并越来越集中于他的无厘头作品和风景画。他可能达尔文《小猎犬航行》的插图做出过贡献。1846年，他应邀为年轻的维多利亚女王授课，优化改进她的风景画。七月份，他在奥斯本庄园给年轻的女王上了十节课，八月份在白金汉宫又上了两节课。第二年冬天，维多利亚给利尔寄来了一幅版画作品作为礼物；利尔把这礼物的事告诉了妹妹安，但说她不应该告诉别人，以免看起来像在吹嘘。

### 被引文献
- Birkhead, Tim. . London: Bloomsbury. 2011. ISBN 978-0-7475-9822-0.
- Birkhead, Tim. . London: Bloomsbury. 2018. ISBN 978-1-4088-7848-4.
- Birkhead, Tim; Smith, Paul J; Doherty, Meghan; Charmantier, Isabelle. . Birkhead, Tim  (编). . Leiden: Brill. 2016: 268–304. ISBN 978-90-04-28531-6.
- Charmantier, Isabelle; Johnston, Dorothy; Smith, Paul J. . Birkhead, Tim  (编). . Leiden: Brill. 2016: 360–385. ISBN 978-90-04-28531-6.
- Johanson, Zerina; Barrett, Paul M; Richter, Martha; Smith, Mike. . Geological Society of London, Special Publications 430. London: Geological Society of London. 2016. ISBN 978-1-86239-741-5.
- Kusukawa, Sachiko. . Birkhead, Tim  (编). . Leiden: Brill. 2016: 305–334. ISBN 978-90-04-28531-6.
- Lederer, Roger J. . Chicago: University of Chicago Press. 2019. ISBN 978-0-226-67505-3.
- McGhie, Henry A. . Manchester: Manchester University Press. 2017. ISBN 978-1-78499-413-6.
- Noakes, Vivien. . New York: H N Abrams. 1986. ISBN 978-0-8109-1262-5.
- Peck, Robert McCracken. . Princeton: Princeton University Press. 2021. ISBN 978-0-691-21723-9.
- Taylor, Sue. . Canberra: National Library of Australia. 2012. ISBN 978-0-642-27765-7.
- Uglow, Jenny. . London: Faber & Faber. 2017. ISBN 978-0-571-26954-9.

## 选编文献
- Audubon, John James.  1. New York: self published. 1804.
- Beechey, Frederick William (编). . London: H G Bohn. 1839  [2022-01-18]. （原始内容存档于2022-01-14）.
- Darwin, Charles. . London: Henry Colburn. 1839  [2022-01-18]. （原始内容存档于2022-01-14）.
- Edwards, George. . London: Printed for the author at the College of Physicians. 1743–1751  [2022-01-18]. （原始内容存档于2022-02-26）. Publication dates on title pages: Part I 1743, Part II 1747, Part III 1750, Part IV 1751
- Gessner, Conrad.  1. Zurich: C. Froschauer. 1551  [2022-01-18]. （原始内容存档于2022-01-24） （拉丁语）.
- Gould, John.  1. London: self-published. 1832  [2022-01-18]. （原始内容存档于2022-01-14）.
- Gould, John. . London: self-published. 1834  [2022-01-18]. （原始内容存档于2022-01-14）.
- Lear, Edward. . London: self-published. 1832  [2022-01-18]. （原始内容存档于2022-01-14）.
- Levaillant, François.  1. Paris: Levrault, Schoell. 1804  [2022-01-18]. （原始内容存档于2022-01-15） （法语）.
- Willughby, Francis; Ray, John. . London: John Martyn. 1676 （拉丁语）.
- Willughby, Francis; Ray, John. . London: John Martyn. 1678.
- Yarrell, William. . London: John Van Voorst. 1843.

## 外链
- 维基共享资源上的相關多媒體資源：Illustrations of the Family of Psittacidae, or Parrots (1832) by Edward Lear
- 维基文库中的文獻全文：Illustrations of the family of Psittacidæ, or parrots